# Jüdischer Friedhof (Lich)

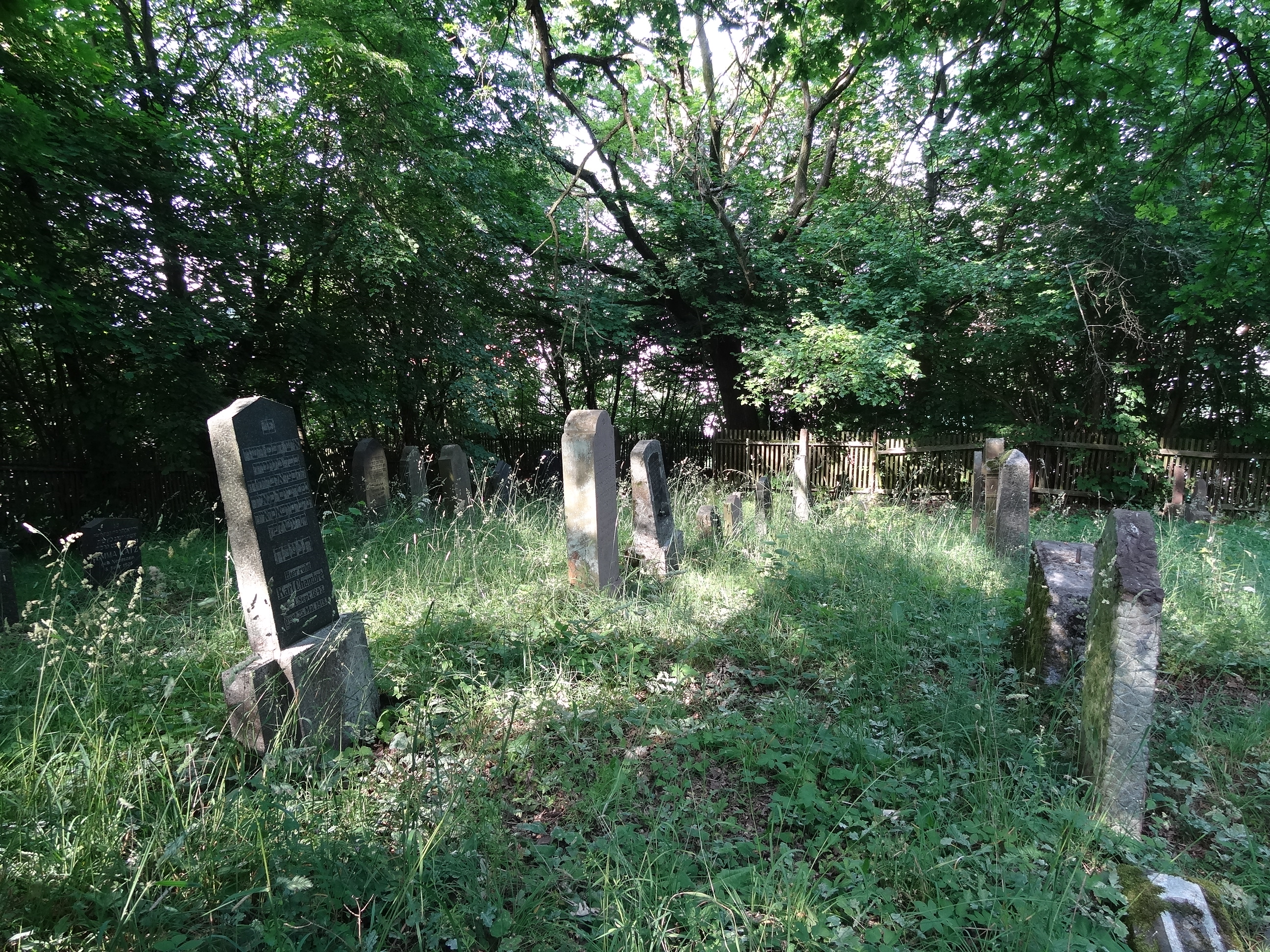
Jüdischer Friedhof in Lich

Der Jüdische Friedhof in Lich, einer Stadt im mittelhessischen Landkreis Gießen, wurde vermutlich am Anfang des 19. Jahrhunderts angelegt. Der heute 637 m² große Friedhof wurde 1920 vergrößert.
Auf dem jüdischen Friedhof, der als Kulturdenkmal geschützt ist, wurden auch die Verstorbenen der jüdischen Gemeinde Ettingshausen beigesetzt. Heute sind noch etwa 40 bis 50 Grabsteine vorhanden. Das letzte Grab ist von 1938: Bernhard Lind (geb. 14. Dezember 1877; gest. 4. Dezember 1938 im KZ Buchenwald).